# Coupe Sels 2016
La 91e édition de la Coupe Sels a eu lieu le 28 août 2016. La course de 194,7 km fait partie du calendrier UCI Europe Tour 2016 en catégorie 1.1.
25 équipes de 6 coureurs ont pris le départ soit, 7 équipes continentales professionnelles et 18 équipes continentales. 147 coureurs ont pris le départ.

## Équipes
| Équipes continentales professionnelles (7)- Wanty-Groupe Gobert - Topsport Vlaanderen-Baloise - Roompot-Oranje Peloton - ONE Pro Cycling - CCC Sprandi Polkowice - Gazprom-RusVelo - Stölting Service Group Équipes continentales (18)- Crelan-Vastgoedservice - Beobank-Corendon - Marlux-Napoleon Games - ERA Real Estate-Circus - Wiggins - NFTO - Kuota-Lotto - Join-S-De Rijke - Metec-TKH-Mantel - Verandas Willems - Wallonie Bruxelles-Group Protect - Cibel-Cebon - Veranclassic-Ago - Superano Ham-Isorex - Team3M - Cycling Academy - Avanti IsoWhey Sports - An Post-ChainReaction |
| |

## Classement

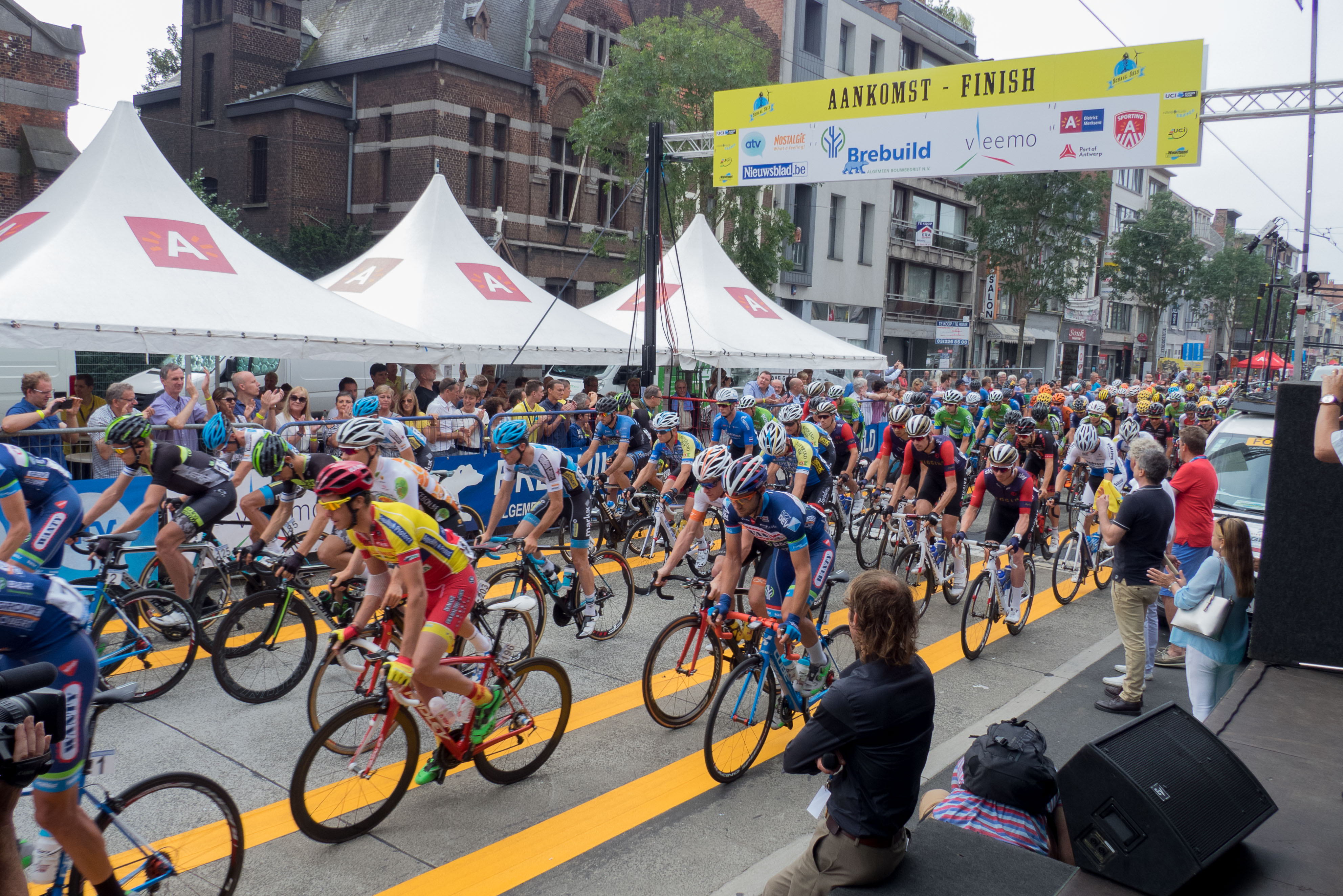
Le départ de la course.

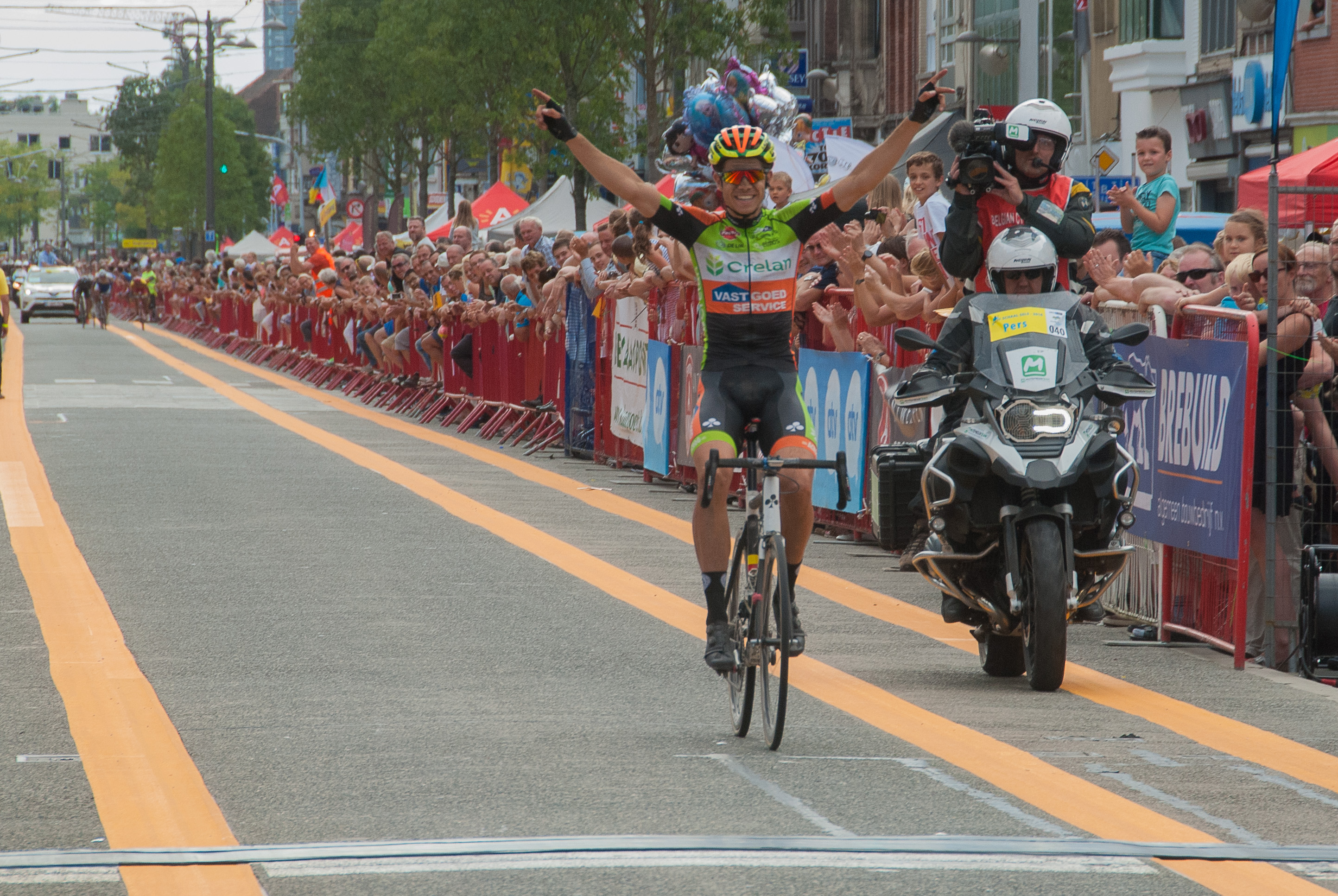
Wout van Aert remporte la course.

Quarante-six coureurs franchissent la ligne d'arrivée.
| \| Classement général \| Classement général \| Classement général \| Classement général \| Classement général \| \| Coureur \| Coureur \| Pays \| Équipe \| Temps \| \| ------------------ \| ------------------- \| ------------------ \| -------------------------------- \| ------------------ \| \| 1er \| Wout van Aert \| Belgique \| Crelan-Vastgoedservice \| 4 h 51 min 20 s \| \| 2e \| Timothy Dupont \| Belgique \| Verandas Willems \| + 15 s \| \| 3e \| Stijn Steels \| Belgique \| Topsport Vlaanderen-Baloise \| + 15 s \| \| 4e \| Baptiste Planckaert \| Belgique \| Wallonie Bruxelles-Group Protect \| + 15 s \| \| 5e \| Xandro Meurisse \| Belgique \| Wanty-Groupe Gobert \| + 15 s \| \| 6e \| Brian van Goethem \| Pays-Bas \| Roompot-Oranje Peloton \| + 15 s \| \| 7e \| Tim Declercq \| Belgique \| Topsport Vlaanderen-Baloise \| + 18 s \| \| 8e \| Joeri Stallaert \| Belgique \| Cibel-Cebon \| + 1 min 56 s \| \| 9e \| Taco van der Hoorn \| Pays-Bas \| Join-S-De Rijke \| + 1 min 57 s \| \| 10e \| Ludwig De Winter \| Belgique \| Wallonie Bruxelles-Group Protect \| + 2 min 04 s \| \| 11e \| Dries De Bondt \| Belgique \| Verandas Willems \| + 5 min 55 s \| \| 12e \| Mihkel Räim \| Estonie \| Cycling Academy \| + 5 min 55 s \| \| 13e \| Sjoerd Kouwenhoven \| Pays-Bas \| Metec-TKH-Mantel \| + 5 min 55 s \| \| 14e \| Wesley Kreder \| Pays-Bas \| Roompot-Oranje Peloton \| + 5 min 59 s \| \| 15e \| Gerry Druyts \| Belgique \| Crelan-Vastgoedservice \| + 6 min 12 s \| \| 16e \| Michael Reihs \| Danemark \| Stölting Service Group \| + 6 min 12 s \| \| 17e \| Gorik Gardeyn \| Belgique \| Superano Ham-Isorex \| + 6 min 12 s \| \| 18e \| Raymond Kreder \| Pays-Bas \| Roompot-Oranje Peloton \| + 6 min 12 s \| \| 19e \| Nicolas Vereecken \| Belgique \| An Post-ChainReaction \| + 6 min 12 s \| \| 20e \| Fraser Gough \| Nouvelle-Zélande \| Avanti IsoWhey Sports \| + 6 min 12 s \| |                     |                  |                                  |                 |
| |                     |                  |                                  |                 |
| Source : ProCyclingStats |                     |                  |                                  |                 |
| Classement général |                     |                  |                                  |                 |
| Coureur | Coureur             | Pays             | Équipe                           | Temps           |
| 1er | Wout van Aert       | Belgique         | Crelan-Vastgoedservice           | 4 h 51 min 20 s |
| 2e | Timothy Dupont      | Belgique         | Verandas Willems                 | + 15 s          |
| 3e | Stijn Steels        | Belgique         | Topsport Vlaanderen-Baloise      | + 15 s          |
| 4e | Baptiste Planckaert | Belgique         | Wallonie Bruxelles-Group Protect | + 15 s          |
| 5e | Xandro Meurisse     | Belgique         | Wanty-Groupe Gobert              | + 15 s          |
| 6e | Brian van Goethem   | Pays-Bas         | Roompot-Oranje Peloton           | + 15 s          |
| 7e | Tim Declercq        | Belgique         | Topsport Vlaanderen-Baloise      | + 18 s          |
| 8e | Joeri Stallaert     | Belgique         | Cibel-Cebon                      | + 1 min 56 s    |
| 9e | Taco van der Hoorn  | Pays-Bas         | Join-S-De Rijke                  | + 1 min 57 s    |
| 10e | Ludwig De Winter    | Belgique         | Wallonie Bruxelles-Group Protect | + 2 min 04 s    |
| 11e | Dries De Bondt      | Belgique         | Verandas Willems                 | + 5 min 55 s    |
| 12e | Mihkel Räim         | Estonie          | Cycling Academy                  | + 5 min 55 s    |
| 13e | Sjoerd Kouwenhoven  | Pays-Bas         | Metec-TKH-Mantel                 | + 5 min 55 s    |
| 14e | Wesley Kreder       | Pays-Bas         | Roompot-Oranje Peloton           | + 5 min 59 s    |
| 15e | Gerry Druyts        | Belgique         | Crelan-Vastgoedservice           | + 6 min 12 s    |
| 16e | Michael Reihs       | Danemark         | Stölting Service Group           | + 6 min 12 s    |
| 17e | Gorik Gardeyn       | Belgique         | Superano Ham-Isorex              | + 6 min 12 s    |
| 18e | Raymond Kreder      | Pays-Bas         | Roompot-Oranje Peloton           | + 6 min 12 s    |
| 19e | Nicolas Vereecken   | Belgique         | An Post-ChainReaction            | + 6 min 12 s    |
| 20e | Fraser Gough        | Nouvelle-Zélande | Avanti IsoWhey Sports            | + 6 min 12 s    |

## UCI Europe Tour
La Coupe Sels 2016 attribue des points pour le classement UCI Europe Tour 2016
| Position | 1er | 2e | 3e | 4e | 5e | 6e | 7e | 8e | 9e | 10e | 11e | 12e | 13e | 14e | 15e | 16e | 17e | 18e | 19e | 20e | 21e | 22e | 23e | 24e | 25e |
| -------- | --- | -- | -- | -- | -- | -- | -- | -- | -- | --- | --- | --- | --- | --- | --- | --- | --- | --- | --- | --- | --- | --- | --- | --- | --- |
| PTS UCI  | 125 | 85 | 70 | 60 | 50 | 40 | 35 | 30 | 25 | 20  | 15  | 10  | 5   | 5   | 5   | 3   | 3   | 3   | 3   | 3   | 3   | 3   | 3   | 3   | 3   |

## Liste des participants[2]
| Wanty - Groupe Gobert WGG | Wanty - Groupe Gobert WGG | Wanty - Groupe Gobert WGG |
| ------------------------- | ------------------------- | ------------------------- |
| Num                       | Coureur                   | Pos                       |
| 1                         | Kenny Dehaes (BEL)        | DNF                       |
| 2                         | Kévin Van Melsen (BEL)    | 21e                       |
| 3                         | Frederik Veuchelen (BEL)  | 44e                       |
| 4                         | Robin Stenuit (BEL)       | 35e                       |
| 5                         | Xandro Meurisse (BEL)     | 5e                        |
| 6                         | Mark McNally (GBR)        | 25e                       |

| Topsport Vlaanderen-Baloise TSV | Topsport Vlaanderen-Baloise TSV | Topsport Vlaanderen-Baloise TSV |
| ------------------------------- | ------------------------------- | ------------------------------- |
| Num                             | Coureur                         | Pos                             |
| 11                              | Aimé De Gendt (BEL)             | DNF                             |
| 12                              | Tim Declercq (BEL)              | 7e                              |
| 13                              | Stijn Steels (BEL)              | 3e                              |
| 14                              | Jonas Rickaert (BEL)            | 34e                             |
| 15                              | Pieter Vanspeybrouck (BEL)      | DNF                             |
| 16                              | Jens Wallays (BEL)              | DNF                             |

| Roompot-Oranje Peloton ROP | Roompot-Oranje Peloton ROP | Roompot-Oranje Peloton ROP |
| -------------------------- | -------------------------- | -------------------------- |
| Num                        | Coureur                    | Pos                        |
| 21                         | Michel Kreder (NED)        | 24e                        |
| 22                         | Berden de Vries (NED)      | DNF                        |
| 23                         | Johnny Hoogerland (NED)    | DNF                        |
| 24                         | Raymond Kreder (NED)       | 18e                        |
| 25                         | Wesley Kreder (NED)        | 14e                        |
| 26                         | Brian van Goethem (NED)    | 6e                         |

| ONE Pro Cycling ONE | ONE Pro Cycling ONE    | ONE Pro Cycling ONE |
| ------------------- | ---------------------- | ------------------- |
| Num                 | Coureur                | Pos                 |
| 31                  | Yanto Barker (GBR)     | DNF                 |
| 32                  | Matthew Goss (AUS)     | DNF                 |
| 33                  | Joshua Hunt (GBR)      | DNF                 |
| 34                  | Sebastian Lander (DEN) | DNF                 |
| 35                  | Martin Mortensen (DEN) | 38e                 |
| 36                  | Steele Von Hoff (AUS)  | DNF                 |

| CCC Sprandi Polkowice CCC | CCC Sprandi Polkowice CCC | CCC Sprandi Polkowice CCC |
| ------------------------- | ------------------------- | ------------------------- |
| Num                       | Coureur                   | Pos                       |
| 41                        | Josef Černý (CZE)         | 36e                       |
| 42                        | Eryk Latoń (POL)          | DNF                       |
| 43                        | Nikolay Mihaylov (BUL)    | DNF                       |
| 44                        | Tomasz Kiendyś (POL)      | DNF                       |
| 45                        | Grzegorz Stępniak (POL)   | DNF                       |

| Gazprom-RusVelo GAZ | Gazprom-RusVelo GAZ       | Gazprom-RusVelo GAZ |
| ------------------- | ------------------------- | ------------------- |
| Num                 | Coureur                   | Pos                 |
| 51                  | Igor Boev (RUS)           | 26e                 |
| 52                  | Roman Kustadinchev (RUS)  | DNF                 |
| 53                  | Roman Maikin (RUS)        | DNF                 |
| 54                  | Alexander Serov (RUS)     | DNF                 |
| 55                  | Andrey Solomennikov (RUS) | DNF                 |
| 56                  | Sergey Nikolaev (RUS)     | DNF                 |

| Crelan-Vastgoedservice CRV | Crelan-Vastgoedservice CRV | Crelan-Vastgoedservice CRV |
| -------------------------- | -------------------------- | -------------------------- |
| Num                        | Coureur                    | Pos                        |
| 61                         | Wout van Aert (BEL)        | 1re                        |
| 62                         | Alexander Geuens (BEL)     | 30e                        |
| 63                         | Gerry Druyts (BEL)         | 15e                        |
| 64                         | Tim Merlier (BEL)          | 41e                        |
| 65                         | Yannick Peeters (BEL)      | DNF                        |
| 66                         | Fréderique Robert (BEL)    | 45e                        |

| Beobank-Corendon BOC | Beobank-Corendon BOC     | Beobank-Corendon BOC |
| -------------------- | ------------------------ | -------------------- |
| Num                  | Coureur                  | Pos                  |
| 71                   | Vincent Baestaens (BEL)  | DNF                  |
| 72                   | Wietse Bosmans (BEL)     | DNF                  |
| 73                   | Adam Toupalik (RTC)      | DNF                  |
| 74                   | David van der Poel (NED) | DNF                  |
| 75                   | Daan Hoeyberghs (BEL)    | DNF                  |
| 76                   | Philipp Walsleben (GER)  | DNF                  |

| Marlux-Napoleon Games MNG | Marlux-Napoleon Games MNG   | Marlux-Napoleon Games MNG |
| ------------------------- | --------------------------- | ------------------------- |
| Num                       | Coureur                     | Pos                       |
| 81                        | Angelo De Clercq (BEL)      | DNF                       |
| 82                        | Yorben Van Tichelt (BEL)    | DNF                       |
| 83                        | Thomas Joseph (BEL)         | 28e                       |
| 84                        | Kevin Pauwels (BEL)         | DNF                       |
| 85                        | Dieter Vanthourenhout (BEL) | DNF                       |
| 86                        | Eli Iserbyt (BEL)           | DNF                       |

| ERA-Murprotec ERA | ERA-Murprotec ERA       | ERA-Murprotec ERA |
| ----------------- | ----------------------- | ----------------- |
| Num               | Coureur                 | Pos               |
| 91                | Jelle Cant (BEL)        | DNF               |
| 92                | Kevin Cant (BEL)        | DNF               |
| 93                | Diether Sweeck (BEL)    | DNF               |
| 94                | Michael Boros (CZE)     | DNF               |
| 95                | Laurens Sweeck (BEL)    | 42e               |
| 96                | Julien Taramarcaz (SWI) | DNF               |

| Team Wiggins WGN | Team Wiggins WGN         | Team Wiggins WGN |
| ---------------- | ------------------------ | ---------------- |
| Num              | Coureur                  | Pos              |
| 101              | Andrew Tennant (GBR)     | DNF              |
| 102              | Samuel Lowe (GBR)        | DNF              |
| 103              | Michael O'Loughlin (IRL) | DNF              |
| 104              | Daniel Patten (GBR)      | DNF              |
| 105              | Michael Thompson (GBR)   | 32e              |
| 106              | Jake Kelly (GBR)         | 43e              |

| NFTO NPC | NFTO NPC               | NFTO NPC |
| -------- | ---------------------- | -------- |
| Num      | Coureur                | Pos      |
| 111      | Dale Appleby (GBR)     | 46e      |
| 112      | Ian Bibby (GBR)        | DNF      |
| 113      | Edmund Bradbury (GBR)  | DNF      |
| 114      | Jonathan McEvoy (GBR)  | DNF      |
| 115      | Robert Partridge (GBR) | 37e      |
| 116      | Liam Stones (GBR)      | DNF      |

| Cycling Academy CAT | Cycling Academy CAT  | Cycling Academy CAT |
| ------------------- | -------------------- | ------------------- |
| Num                 | Coureur              | Pos                 |
| 121                 | Dan Craven (NAM)     | DNF                 |
| 122                 | Roy Goldstein (ISR)  | DNF                 |
| 123                 | Omer Goldstein (ISR) | DNF                 |
| 124                 | Mihkel Räim (EST)    | 12e                 |
| 125                 | Daniel Turek (RCZ)   | DNF                 |
| 126                 | Aviv Yechezkel (ISR) | DNF                 |

| Avanti IsoWhey Sports AIW | Avanti IsoWhey Sports AIW | Avanti IsoWhey Sports AIW |
| ------------------------- | ------------------------- | ------------------------- |
| Num                       | Coureur                   | Pos                       |
| 131                       | Liam Aitcheson (AUS)      | DNF                       |
| 132                       | Fraser Gough (AUS)        | 20e                       |
| 133                       | Sean Lake (AUS)           | DNF                       |
| 134                       | Luke Mudgway (AUS)        | DNF                       |
| 135                       | Neil Van der Ploeg (AUS)  | DNF                       |
| 136                       | Matthew Zenovich (AUS)    | DNF                       |

| An Post-ChainReaction SKT | An Post-ChainReaction SKT | An Post-ChainReaction SKT |
| ------------------------- | ------------------------- | ------------------------- |
| Num                       | Coureur                   | Pos                       |
| 141                       | Jasper Bovenhuis (NED)    | DNF                       |
| 142                       | Oliver Kent-Spark (AUS)   | DNF                       |
| 143                       | Jacob Scott (GBR)         | DNF                       |
| 144                       | Nicolas Vereecken (BEL)   | 19e                       |
| 145                       | Emiel Wastyn (BEL)        | DNF                       |
| 146                       | Damien Shaw (IRL)         | DNF                       |

| Kuota-Lotto TKG | Kuota-Lotto TKG           | Kuota-Lotto TKG |
| --------------- | ------------------------- | --------------- |
| Num             | Coureur                   | Pos             |
| 151             | Frederik Dombrowski (GER) | DNF             |
| 152             | Felix Drumm (GER)         | DNF             |
| 153             | Henrik Hamm (GER)         | DNF             |
| 154             | Tobias Knaup (GER)        | DNF             |
| 155             | Robert Retschke (GER)     | DNF             |
| 156             | Marcel Meisen (GER)       | 39e             |

| Join-S-De Rijke RIJ | Join-S-De Rijke RIJ      | Join-S-De Rijke RIJ |
| ------------------- | ------------------------ | ------------------- |
| Num                 | Coureur                  | Pos                 |
| 161                 | Jetse Bol (NED)          | DNF                 |
| 162                 | Daan Meijers (NED)       | DNF                 |
| 163                 | Kobus Hereijgers (NED)   | DNF                 |
| 164                 | Wouter Mol (NED)         | DNF                 |
| 165                 | Taco van der Hoorn (NED) | 9e                  |
| 166                 | Coen Vermeltfoort (NED)  | 23e                 |

| Metec-TKH-Mantel MET | Metec-TKH-Mantel MET     | Metec-TKH-Mantel MET |
| -------------------- | ------------------------ | -------------------- |
| Num                  | Coureur                  | Pos                  |
| 171                  | Johim Ariesen (NED)      | DNF                  |
| 172                  | Tijmen Eising (NED)      | 31e                  |
| 173                  | Dries Hollanders (BEL)   | DNF                  |
| 174                  | Stefan Kreder (NED)      | DNF                  |
| 175                  | Sjoerd Kouwenhoven (NED) | 13e                  |
| 176                  | Robbie van Bakel (NED)   | DNF                  |

| Verandas Willems VWT | Verandas Willems VWT   | Verandas Willems VWT |
| -------------------- | ---------------------- | -------------------- |
| Num                  | Coureur                | Pos                  |
| 181                  | Dries De Bondt (BEL)   | 11e                  |
| 182                  | Tim De Troyer (BEL)    | DNF                  |
| 183                  | Timothy Dupont (BEL)   | 2e                   |
| 184                  | Arjen Livyns (BEL)     | DNF                  |
| 185                  | Jari Verstraeten (BEL) | DNF                  |

| Wallonie Bruxelles-Group Protect WBC | Wallonie Bruxelles-Group Protect WBC | Wallonie Bruxelles-Group Protect WBC |
| ------------------------------------ | ------------------------------------ | ------------------------------------ |
| Num                                  | Coureur                              | Pos                                  |
| 191                                  | Baptiste Planckaert (BEL)            | 4e                                   |
| 192                                  | Grégory Habeaux (BEL)                | DNF                                  |
| 194                                  | Jimmy Duquennoy (BEL)                | DNF                                  |
| 195                                  | Ludwig De Winter (BEL)               | 10e                                  |
| 196                                  | Julien Stassen (BEL)                 | DNF                                  |

| Cibel-Cebon CIB | Cibel-Cebon CIB        | Cibel-Cebon CIB |
| --------------- | ---------------------- | --------------- |
| Num             | Coureur                | Pos             |
| 201             | Michiel Dieleman (BEL) | 33e             |
| 202             | Lawrence Naesen (BEL)  | 22e             |
| 203             | Wim Reynaerts (BEL)    | DNF             |
| 204             | Joeri Stallaert (BEL)  | 8e              |
| 205             | Glenn Rotty (BEL)      | DNF             |
| 206             | Benjamin Verraes (BEL) | DNF             |

| Veranclassic-Ago VER | Veranclassic-Ago VER        | Veranclassic-Ago VER |
| -------------------- | --------------------------- | -------------------- |
| Num                  | Coureur                     | Pos                  |
| 211                  | Justin Jules (FRA)          | DNF                  |
| 212                  | Christophe Masson (FRA)     | DNF                  |
| 213                  | Yannick Mayer (GER)         | DNF                  |
| 214                  | Dimitri Peyskens (BEL)      | DNF                  |
| 215                  | Massimo Vanderaerden (BEL)  | DNF                  |
| 216                  | Julien Van Den Brande (BEL) | 40e                  |

| Superano Ham-Isorex SHI | Superano Ham-Isorex SHI       | Superano Ham-Isorex SHI |
| ----------------------- | ----------------------------- | ----------------------- |
| Num                     | Coureur                       | Pos                     |
| 221                     | Jelle Donders (BEL)           | DNF                     |
| 222                     | Gorik Gardeyn (BEL)           | 17e                     |
| 223                     | Kenneth Van Compernolle (BEL) | DNF                     |
| 224                     | Jorden Bothuyne (BEL)         | DNF                     |
| 225                     | Mathias Depypere (BEL)        | DNF                     |
| 226                     | Kevin Verwaest (BEL)          | DNF                     |

| 3M MMM | 3M MMM                | 3M MMM |
| ------ | --------------------- | ------ |
| Num    | Coureur               | Pos    |
| 231    | Laurent Évrard (BEL)  | 3e     |
| 232    | Piotr Havik (NED)     | DNF    |
| 233    | Jelle Goderis (BEL)   | DNF    |
| 234    | Jimmy Janssens (BEL)  | DNF    |
| 235    | Emiel Vermeulen (BEL) | DNF    |
| 236    | Jérôme Kerf (BEL)     | DNF    |

| Stölting Service Group SSG | Stölting Service Group SSG | Stölting Service Group SSG |
| -------------------------- | -------------------------- | -------------------------- |
| Num                        | Coureur                    | Pos                        |
| 241                        | Rasmus Guldhammer (DEN)    | DNF                        |
| 242                        | Alex Kirsch (NED)          | DNF                        |
| 243                        | Sven Reutter (GER)         | 29e                        |
| 244                        | Thomas Koep (GER)          | DNF                        |
| 245                        | Michael Reihs (DEN)        | 16e                        |
| 246                        | Jonas Tenbrock (GER)       | DNF                        |